# هينريتش ريتر
هينريتش ريتر (بالألمانية: Heinrich Ritter)‏ هو كاتب وفيلسوف ألماني، ولد في 21 نوفمبر 1791 في تسيربست في ألمانيا، وتوفي في 3 فبراير 1869 في غوتينغن في ألمانيا.